# سوزان فروليش
سوزان فروليش (بالألمانية: Susanne Fröhlich) (و. 1962  م) هي صحفية، ومقدمة برامج إذاعية، وكاتِبة ألمانية، ولدت في فرانكفورت.

## وصلات خارجية
- سوزان فروليش على موقع IMDb (الإنجليزية)
- سوزان فروليش على موقع مونزينجر (الألمانية)
- سوزان فروليش على موقع ألو سيني (الفرنسية)
- سوزان فروليش على موقع ميوزك برينز (الإنجليزية)
- سوزان فروليش على موقع ديسكوغز (الإنجليزية)
- سوزان فروليش على موقع قاعدة بيانات الفيلم (الإنجليزية)

- سوزان فروليش في قاعدة بيانات الأفلام على الإنترنت